# ヨッヘン・リント
カール・ヨッヘン・リント（Karl Jochen Rindt, 1942年4月18日 - 1970年9月5日）は、ドイツ生まれ、オーストリア国籍のレーシングドライバー。1970年のF1ワールドチャンピオン。

## 概略
リントは1970年のシーズン途中、全13戦中の第10戦イタリアGP予選での事故で死亡したが、それまでに獲得したポイントを超える者が現れなかったため、死後にチャンピオンが確定した。現在も、F1のドライバーズチャンピオンを死後追贈されたのはリントただ一人である。
激しい攻めの走りと圧倒的なスピードを見せる、ファイタータイプのドライバーとして知られた。その勇猛果敢な走りのスタイルや強面の容貌も相まって「タイガー」との俗称を受けた。しかし実像は物静かで知的な人物だったと評されている。ドライバーとして活躍しただけではなく、レースやレーシングカーショーの主催者としての活動も行っていた。

## プロフィール
ドイツのマインツで生まれたが、両親を第二次世界大戦のハンブルク空襲で失い、オーストリアのグラーツで母方の祖父母に育てられた。
1961年にF1第6戦ドイツGPを観戦、そこでヴォルフガング・フォン・トリップスの走りに魅せられ、レーサーになることを決意した。祖父母は、当初リントをレーサーにすることには反対であり、無理やり大学に入れたこともあった。しかしレースに熱中し、学業には全く興味を持たない様子を見て、最終的には折れて反対しなくなったという。

### クーパー / ブラバム時代

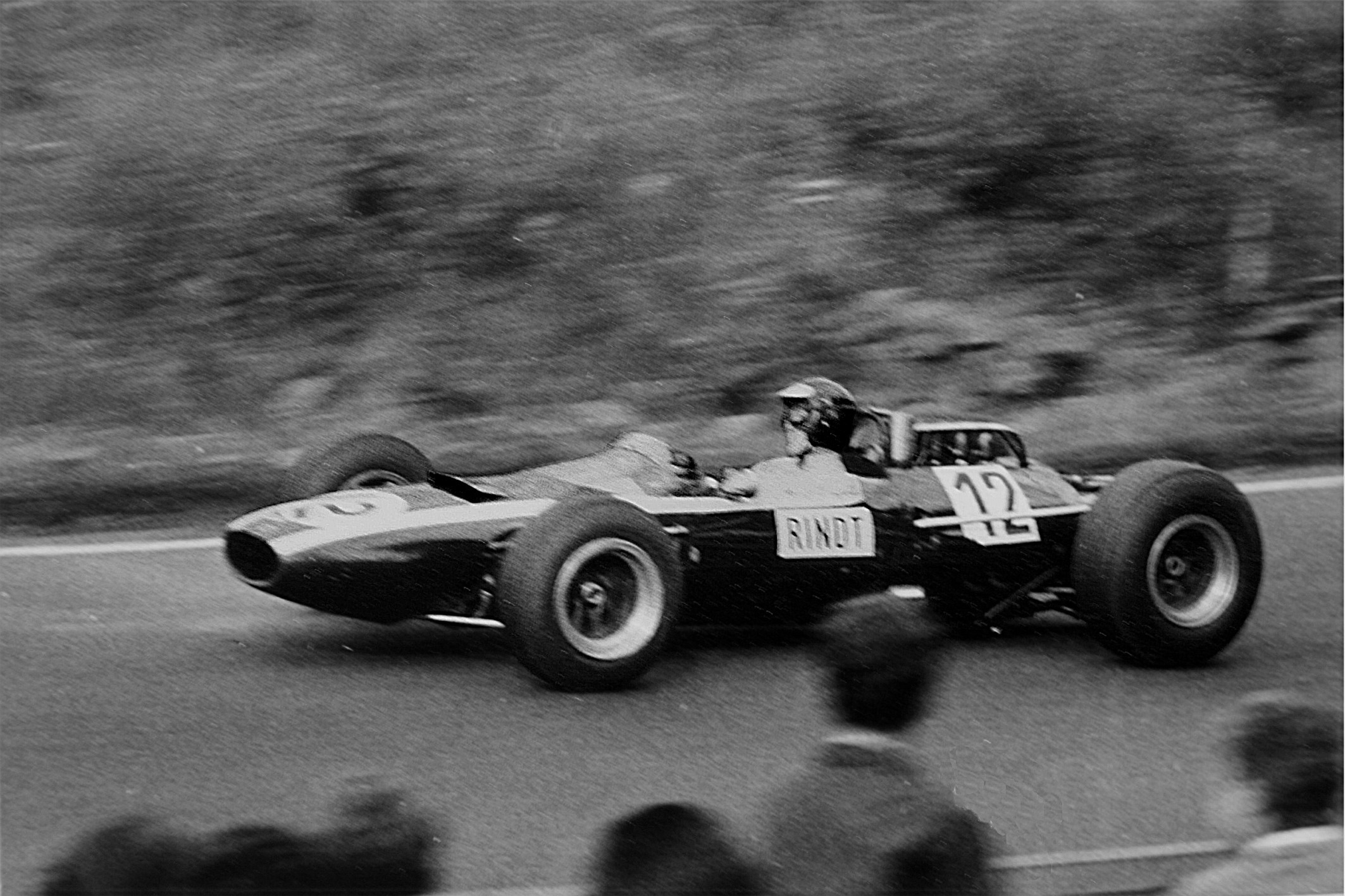
1965年ドイツGPにてクーパー・T77 をドライブ。

F2で活躍した後、1964年に地元の第7戦オーストリアGPでロブ・ウォーカー・レーシング・チームからF1にスポット参戦した。
1965年にはクーパーで本格デビューし、2度の入賞を記録した。またこの年のル・マン24時間レースでは、マステン・グレゴリーと組んでフェラーリから参戦し、優勝を果たした。
この頃、コンノートの元オーナーだったバーニー・エクレストンと知り合い、個人マネージャーを依頼する。ふたりは深い信頼で結ばれ、後にロータスF2チームを共同運営することになる。
1966年は旧式のマセラティエンジンを搭載したマシンで好走。2位2回などでランキング3位を獲得し、将来のチャンピオン候補として注目される。しかし、1967年は10戦中4位入賞が2回のみ、他は全てリタイヤに終わった。
1968年はブラバムへ移籍。全12戦中、予選で2度のポールポジション（PP）獲得と速さを見せ、決勝でも3位を2度獲得したが、他は全てリタイヤに終わる。
このように速さは見せていたものの、その激しい走りから自身のミスやマシントラブルを多く招き、好成績をコンスタントに挙げることはできないでいた。

### ロータス時代

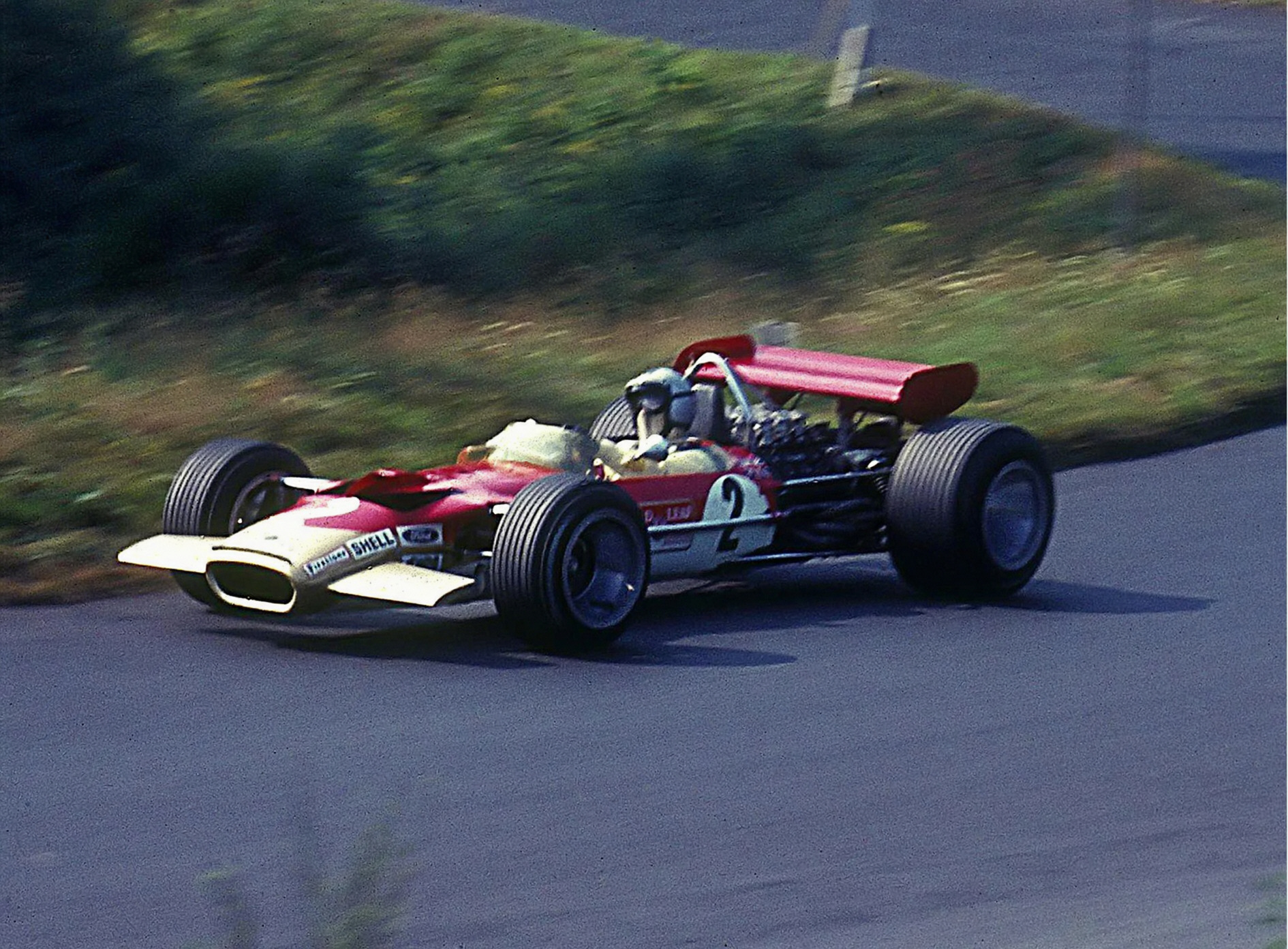
1969年ドイツGPにてロータス・49Bをドライブ。

1969年にはロータスに移籍。第9戦カナダGP終了時でPPを4回、ファステストラップ（FL）を2度記録していたが、優勝経験はないままだった。トップを走行しながらリタイヤしたレースも多かったことから、クリス・エイモン以上に「勝てそうで勝てないドライバー」として認識されていた。
第10戦アメリカGPでは、シーズン5度目のPPを獲得。決勝は一時ジャッキー・スチュワートの先行を許すも、その後トップに返り咲いて初優勝を達成し、「勝てそうで勝てない」の汚名を返上した。

#### 事故死

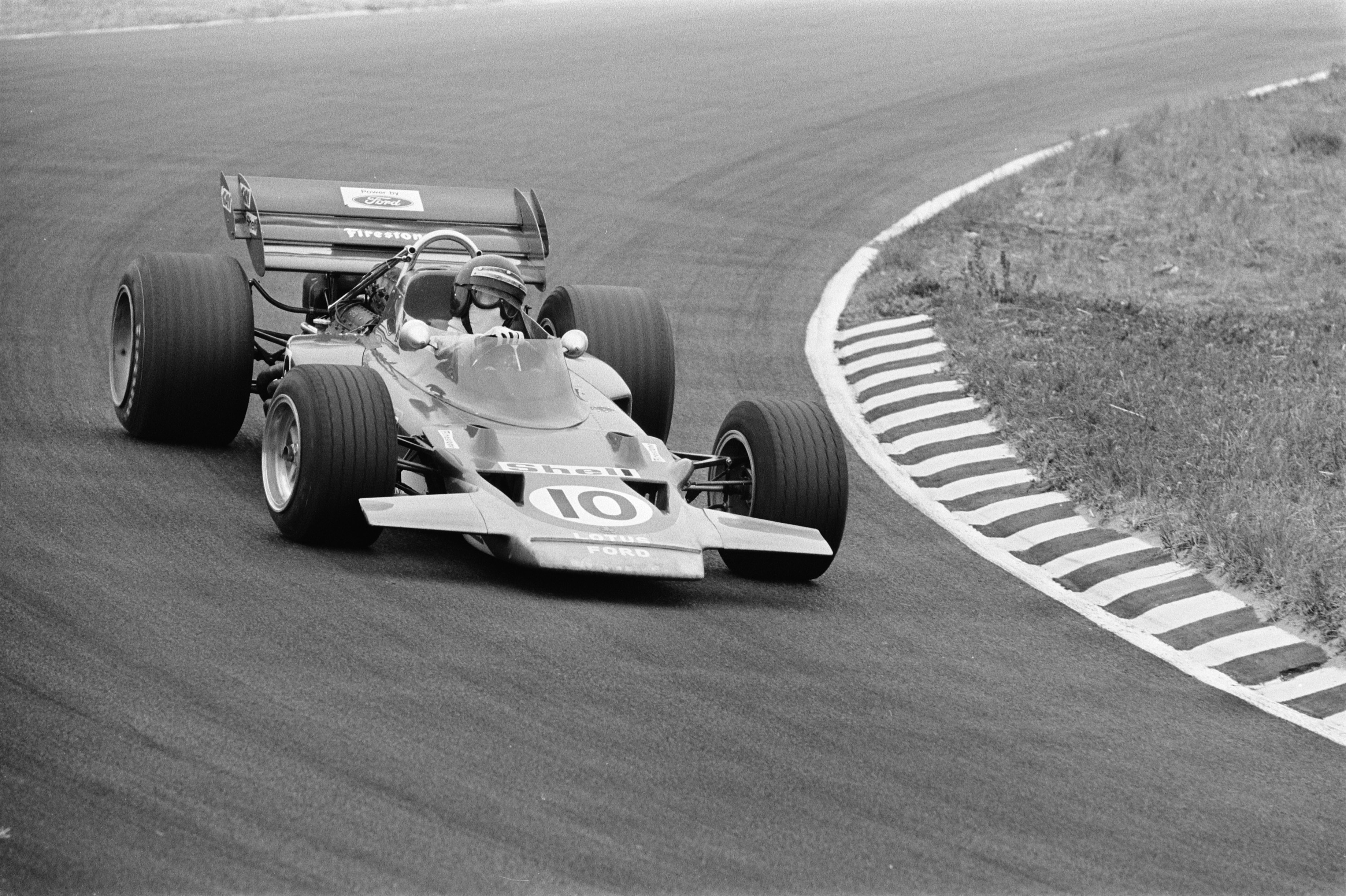
1970年オランダGPにてロータス・72Cをドライブ。

1970年にはグラハム・ヒルの移籍によりロータスのエースドライバーに昇格。斬新なウェッジシェイプボディをまとうロータス・72を得て、念願のチャンピオン獲得に向け快進撃を見せる。
第3戦モナコGPではレース終盤に15秒先行するジャック・ブラバムを猛追し、ファイナルラップの最終コーナーで抜いて優勝するという歴史に残る大逆転劇を演じた（この時のマシンは旧型のロータス・49)。この周回で記録したファステストラップは自身の予選記録よりも2.7秒速く、ジャッキー・スチュワートのPPタイムさえ0.8秒上回っていた。ブラバムが優勝すると思っていた競技長のポール・フレールはチェッカーフラッグを振り忘れた。リントは表彰式でモナコのロイヤルファミリーから祝福され、男泣きした。
第5戦オランダGPでは親友ピアス・カレッジの事故死を乗り越え、ここから第8戦ドイツGPまで4連勝を記録した。イギリスGPではモナコGPを再現するように、最終ラップにガス欠を起こしたジャック・ブラバムをかわして優勝するというツキもあった。
モンツァで行われる第10戦イタリアGPを迎えた時点で、計5勝を挙げたリントはランキングで2位以下を大きく引き離し、残りの4レースどれかで優勝すればチャンピオンが決定するという状況だった。金曜日のプラクティスで、チャップマンとリントは空気抵抗を減らしトップスピードを上げるためウィングなしで走行することにした。リントのチームメートであったジョン・マイルズは、ウィングなしでの走行は「まっすぐに走らない」と不満を表していた。しかし、リントは「そのような問題はない」と報告した。チャップマンはリントがウィングなしだとストレートで800 rpm 速いと報告した。
9月5日の予選走行中、リントのロータス・72は最終コーナー「パラボリカ」手前のブレーキングで突然姿勢を乱し、コースアウトしてノーズからガードレールに激突。リントは両足が見えるほどに大破したマシンの中で死亡した。ほぼ即死の状態であったという。マネージャーのエクレストンも現場に駆けつけたが「ヘルメットを拾う以外は何も出来なかった」と語っている。死亡時は28歳だった。
その後、大きくポイントでリードしていたリントを上回る者が現れないままシーズンが終了。ロータスに抜擢された新人エマーソン・フィッティパルディがリントの死後に予想外の好成績を挙げ、ライバルのポイント加算を妨げたのも亡きリントへの援護となった。
その年のドライバーズチャンピオンを誰にするかが議論となったが、結局ポイントリーダーであるリントをチャンピオンとすることになった。この年リントが獲得したポイントは、全て優勝によるものであった。皮肉なことに、リントは妻ニナにチャンピオンになったら引退すると約束していたという。墓はオーストリアのグラーツ市の中央墓地にある。
F1などモータースポーツでは前年度のチャンピオンがカーナンバー1を付けることが多いが、リントの死去に伴い翌1971年シーズンはカーナンバー1が欠番となり、ロータスのエマーソン・フィッティパルディがカーナンバー2を、レイネ・ウィセルがカーナンバー3を付けて開幕を迎えた。

## 事故の原因
事故の原因は、ロータス・72の特徴だったフロントインボードブレーキのトルクロッド（ブレーキシャフト。制動力を車輪に伝達する棒）が折損したためと言われており、リントの運転ミスではないと見られている。むしろリントはマシンの問題点に気がついており、性能と危険性の狭間で苦悩していた可能性が高いという意見がある。マシンはパラボリカへのブレーキングで急激に左へ転回し、ほとんど最高速を保ったままコース外側の壁に激突しているが、これは右側のフロントブレーキが全く効かなくなった（トルクロッドが折れた）結果と言われる。
インボードブレーキは、ブレーキシステムをホイールと接続されるハブ側ではなくボディ側に設置し、トルクロッドを介して制動力を伝達する仕組みであり、ホイール周りにシステム重量が加算されないためサスペンションのバネ下重量を軽く（＝路面追従性を高く）できることから、ロータス・72以前のレーシングカー（メルセデス・ベンツ・W196）や市販乗用車（シトロエン・2CV、スバル1000、NSU・Ro80など）でも採用例がある。ロッド（シャフト）の強度などが確保されていれば、インボードブレーキでも危険というものではない。ただし、レーシングカーでは軽量化のため限界まで肉厚（＝強度）を落とすことが常道で、これがリントの事故死につながったと言われる。リントの事故の後ロータス・72のトルクロッドはより太いものに変更されたと言われる。現在のF1では空気抵抗になるトルクロッドが必要なインボードブレーキではなく、軽量なカーボンディスクローターと組み合わせたアウトボード（インホイール）ブレーキが主流になっている。
リントは身体が前方へ移動するのを防ぐために股の間に装着するシートベルトの付け心地を嫌っており、事故の際にも着けていなかったと言われている。そのため事故の衝撃で身体が車体前方へと一気に潜り込み（サブマリン現象）、腰の部分にあるシートベルトのバックルが喉の位置まで来てしまった。バックルは金属製のため喉が切り裂かれてしまい、これが致命傷になったという。ベルトの圧迫で胸郭が破裂したことが死因という見方もある。事故の衝撃で車体前部がもぎ取られたため、潜り込んだ足が前方に露出する結果となった。この模様は映像として記録されており、事故の悲惨さを現在に伝えている。
この時期は1968年のジム・クラークの死亡事故などをきっかけにフォーミュラカーにシートベルト装着が義務づけられたばかりで、リントはそれ以前までずっとベルトなしで走っていたため、ベルトで束縛されるのを嫌っていたという。リントのチームメイトだったジョン・マイルズはリントの事故の前に同様のブレーキトラブルに見舞われるなど事故の原因を知っていたようで、リントの事故後にチーム・ロータスを去っている。
また、当時のロータスには「速いが危険なマシン」を造るという噂が根強くあり、軽量化を優先するあまり各部の強度が足りない、あるいは信頼性に疑問のある新奇な機構を安易に採用する、などとよく言われていた。リント自身もロータスへの移籍が決まった際には「これで僕は事故死するか、チャンピオンになるかのどちらかだ」と冗談を飛ばしていたという。当時マネージャーを務めたエクレストンも、後の回想で「（ロータスのマシンは）速いが、事故のリスクも高い」としてリントに注意を促していたと語っている。

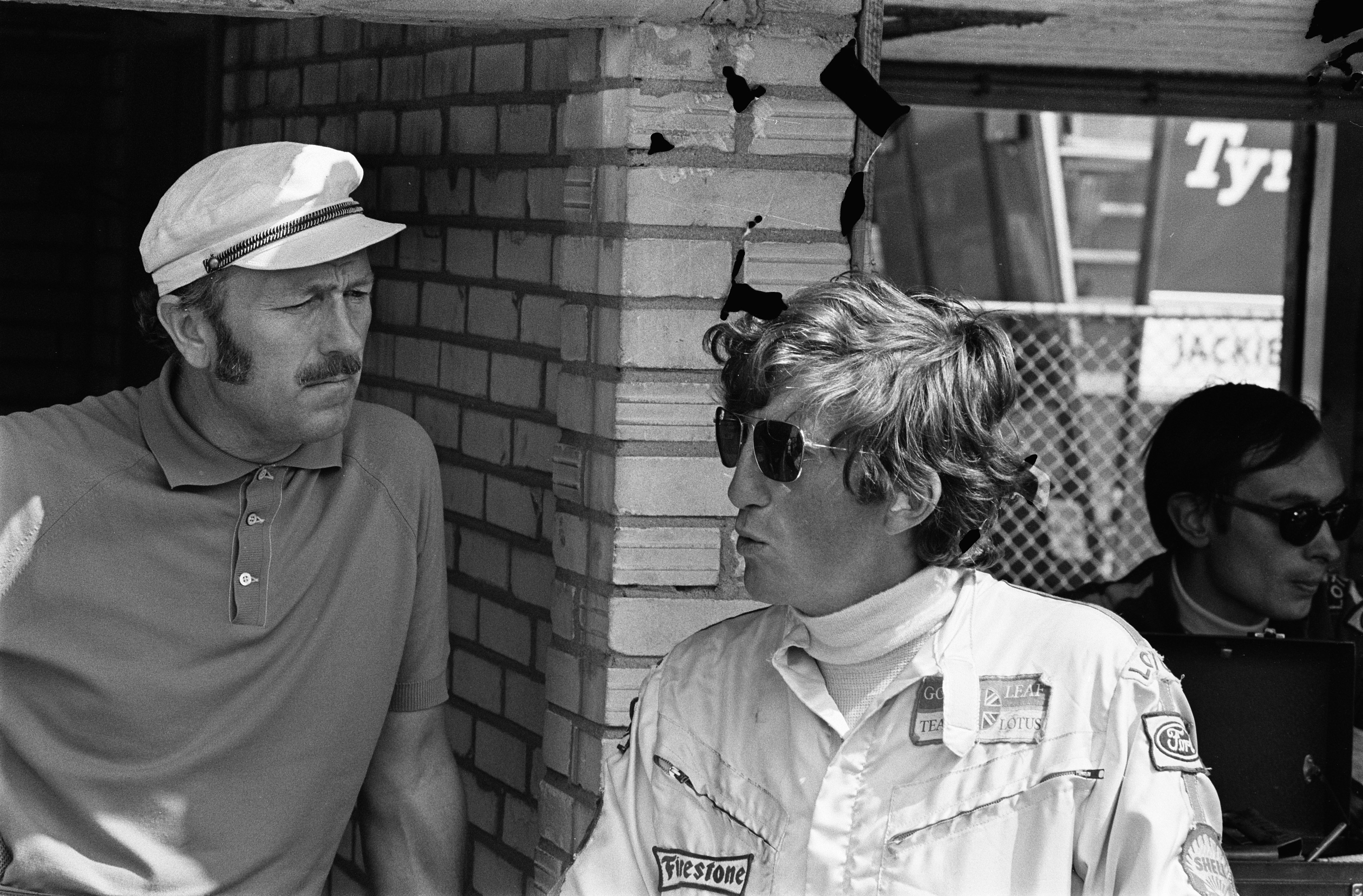
ロータスの創始者チャップマン（左）とリント（右）

1969年のスペインGPでは高層式リアウィングの脱落によりロータスの2台ともがクラッシュし、続くモナコGPよりこの種のウィングが禁止されることになった。この事故でリントは顔を骨折し、その後も脳震盪の後遺症に悩まされた。リントはロータスの総帥コーリン・チャップマンに対し、マシン設計に疑念を感じている旨の手紙を送り、モータースポーツ誌上でも質問状を公開した。チャップマンは立腹し、リントとの関係はしばらく悪化した。
リントは「次のレースまでに僕の身体を減量してくるので、その分だけ車体を補強しておいてほしい」と要請したが、チャップマンはそれに応えず、相変わらずギリギリの強度のマシンでレースに臨まなければならなかったという逸話もある。一説には事故で瀕死の状態のリントと病院に向かう際、チャップマンが「次のドライバーは誰にしようか」とつぶやいたという話もあり、チャップマンは人命を軽視していたのではないかという話も存在する。
リントのライバルだったジャッキー・スチュワートは、自分が乗る予定のマシン（ロータスではない）がインボードブレーキ方式だと知って、「ブレーキの設計を変更しない限り、このマシンには乗らない」と宣言したことがあると言われる。
これらのフェイルセーフとは無縁とも言える、極端な軽量化と合理化（低コスト化）にかけるチャップマンの信念は、セブン、エリート、エラン、ヨーロッパなどといった、一般のドライバーが手にするロータス・カーズの市販車にも見て取れるという意見も存在する。

## エピソード
- 2022年8月に完成したレッドブル・パワートレインズの新社屋には、レッドブル・レーシング首脳のヘルムート・マルコが生前のリントと親交があったことから、リントに敬意を表する意味で「リント・ビルディング」の名前がつけられている。

## レース戦績

### F1
| 年     | エントラント                  | シャシー | エンジン                        | 1       | 2       | 3       | 4       | 5       | 6       | 7       | 8       | 9       | 10      | 11      | 12      | 13  | WDC  | ポイント |
| ------ | ----------------------------- | -------- | ------------------------------- | ------- | ------- | ------- | ------- | ------- | ------- | ------- | ------- | ------- | ------- | ------- | ------- | --- | ---- | -------- |
| 1964年 | ロブ・ウォーカー （ブラバム） | BT11     | BRM P56 1.5 V8                  | MON     | NED     | BEL     | FRA     | GBR     | GER     | AUT Ret | ITA     | USA     | MEX     |         |         |     | NC   | 0        |
| 1965年 | クーパー                      | T73      | クライマックス FWMV 1.5 V8      | RSA Ret |         |         |         |         |         |         |         |         |         |         |         |     | 13位 | 4        |
| 1965年 | クーパー                      | T77      | クライマックス FWMV 1.5 V8      |         | MON DNQ | BEL 11  | FRA Ret | GBR 14  | NED Ret | GER 4   | ITA 8   | USA 6   | MEX Ret |         |         |     | 13位 | 4        |
| 1966年 | クーパー                      | T81      | マセラティ 9/F1 3.0 V12         | MON Ret | BEL 2   | FRA 4   | GBR 5   | NED Ret | GER 3   | ITA 4   | USA 2   | MEX Ret |         |         |         |     | 3位  | 22 (24)  |
| 1967年 | クーパー                      | T81      | マセラティ 9/F1 3.0 V12         | RSA Ret | MON Ret |         |         |         |         |         | CAN Ret |         |         |         |         |     | 13位 | 6        |
| 1967年 | クーパー                      | T81B     | マセラティ 9/F1 3.0 V12         |         |         | NED Ret |         |         |         |         |         |         |         |         |         |     | 13位 | 6        |
| 1967年 | クーパー                      | T81B     | マセラティ 10/F1 3.0 V12        |         |         |         | BEL 4   | FRA Ret |         |         |         |         | USA Ret | MEX     |         |     | 13位 | 6        |
| 1967年 | クーパー                      | T86      | マセラティ 10/F1 3.0 V12        |         |         |         |         |         | GBR Ret | GER Ret |         | ITA 4   |         |         |         |     | 13位 | 6        |
| 1968年 | ブラバム                      | BT24     | レプコ 740 3.0 V8               | RSA 3   | ESP Ret | MON Ret |         |         |         |         |         |         |         |         |         |     | 12位 | 8        |
| 1968年 | ブラバム                      | BT26     | レプコ 860 3.0 V8               |         |         |         | BEL Ret | NED Ret | FRA Ret | GBR Ret | GER 3   | ITA Ret | CAN Ret | USA Ret | MEX Ret |     | 12位 | 8        |
| 1969年 | ロータス                      | 49B      | フォード・コスワース DFV 3.0 V8 | RSA Ret | ESP Ret | MON     | NED Ret | FRA Ret | GBR 4   | GER Ret | ITA 2   | CAN 3   | USA 1   | MEX Ret |         |     | 4位  | 22       |
| 1970年 | ロータス                      | 49C      | フォード・コスワース DFV 3.0 V8 | RSA 13  |         | MON 1   | BEL Ret |         |         |         |         |         |         |         |         |     | 1位  | 45       |
| 1970年 | ロータス                      | 72       | フォード・コスワース DFV 3.0 V8 |         | ESP Ret |         |         |         |         |         |         |         |         |         |         |     | 1位  | 45       |
| 1970年 | ロータス                      | 72C      | フォード・コスワース DFV 3.0 V8 |         |         |         |         | NED 1   | FRA 1   | GBR 1   | GER 1   | AUT Ret | ITA DNS | CAN     | USA     | MEX | 1位  | 45       |

- 太字はポールポジション、斜字はファステストラップ。(key)

### ル・マン24時間レース
| 年     | チーム                                            | コ・ドライバー         | 車両                | クラス | 周回数 | 総合 順位 | クラス 順位 |
| ------ | ------------------------------------------------- | ---------------------- | ------------------- | ------ | ------ | --------- | ----------- |
| 1964年 | ノース・アメリカン・レーシング・チーム            | デイヴィッド・パイパー | フェラーリ・250 LM  | P5.0   | 0      | DNF       | DNF         |
| 1965年 | ノース・アメリカン・レーシング・チーム            | マステン・グレゴリー   | フェラーリ・250 LM  | P5.0   | 348    | 1位       | 1位         |
| 1966年 | F.R.イングリッシュ Ltd.／コムストック・レーシング | イネス・アイルランド   | フォード・GT40 Mk.I | S5.0   | 8      | DNF       | DNF         |
| 1967年 | ポルシェ・システム・エンジニアリング              | ゲルハルト・ミッター   | ポルシェ・907       | P2.0   | 103    | DNF       | DNF         |

### インディアナポリス500
| 年     | シャシー | エンジン | スタート | フィニッシュ |
| ------ | -------- | -------- | -------- | ------------ |
| 1967年 | イーグル | フォード | 32位     | 24位         |
| 1968年 | ブラバム | レプコ   | 16位     | 32位         |